# Цар-бог
Цар-бог — король (цар), який стверджувався надприродними здібностями чи якостями. Він, як правило, був втіленням божества або божественного походження. Як такий, він є гарантом уваги богів або посередник між Богом і людиною. Тому, окрім політичного домінування, він також священик. Мана-Архія світової імперії(Священної/релігійної імперії греків-Греко-Римської імперії з 2 столицями/центрами-Константинопольський патриархат Афона у Станбулі місто царів світу, Ватикан у Римі), є титулованим духовенстом як і світова аристократія.Окупація країни починається з релігії різного асортименту(Іслам, християнство,буддизм, бона, веда, синтоїзм і тд.  -розроблені за принципом ритуалів/церемоній вуду). Спочатку священна імперія греків, відкрива у країні релігійний бізнес, потім у цій країні своїм представником/помазаником/смотрящим  ставе свого нащадка - сина, онука, брата, сестру, яка захищає інтреси релігійного бізнесу священних греків греко-римської імперії. Всі світові монархи і аристократи є членами священної греко-римської імперії (інтер-національної, або транс-національної корпорації). Вся світова монархія аристократія має релігійні ранги (архієпископ, архімандрит, кардинал, папа і тд),  і громадянські титули для громадянського суспільства релігійної імперії (Цар, король, принц, граф, герцог, маркіз, барон, бояр, лорд, імператор і тд)

## Ритуали
Сакральні королі (царі) перебувають під суворим ритуалом табу, щоб запобігти втраті або забруднення божественності. У деяких культурах, сакральних царів (королів) було ритуально вбито, коли їх божественній ефективності загрожував занепад (вік, хвороби), в інших — це робилось на регулярній основі. За словами Фрейзера (Золота гілка), це необхідна частина сакрального царства, яку можна виявити у всіх бог-царів, принаймні, як ритуальна дія компенсації. Такий акт компенсації, наприклад, щорічна публічна прочуханка вавилонського царя в Храмі Мардук.

## Приклади
Поняття має доісторичні корені і зустрічається в усьому світі, на острові Ява, у Субсахарській Африці, шаман-королям приписують властивість викликати дощ та забезпечувати родючість та удачу. З іншого боку, король також може бути призначений для страждань і спокути за свій народ. Це означає, що сакральний король може бути зумовлений жертвою людської жертви, або регулярно убитий в кінці терміну його повноважень, або бути пожертвуваним в період кризи (наприклад, Domalde).
Від бронзової доби на Близькому Сході, престол і помазання від монарха є одним з головних релігійних ритуалів. Таким чином, Саргон Аккад описував себе як «депутат Іштар», і як «Папа» англ. Pope, що означає «Намісник Христа».
Цар, оформлений в стилі пастух з ранніх часів, наприклад, термін застосовувався до шумерських князів/шумерських принців, таких як Лугальбанда (Lugalbanda) в 3-му тисячолітті до н. Образ пастуха поєднує в собі теми лідерства та відповідальності за поставки продовольства і захисту, а також перевагу.
Деякі правителі Месопотамії, наприклад, Нарам-Суен, стверджував це божественними атрибутами (короною рогів, рогатим вінцем), і вказували свої імена писати з божественним детемінативом Дінгір (Digir).
Навіть Олександр Великий вважався за життя богом. Гай Юлій Цезар після його смерті, званий як «Divus Iulius» (Божественний Юлій) поруч з Юпітером Оптімусом Максимусом, зведений у ранг вищих «державних» (нім. Staatsgott) богів; наступні римські імператори були апофеозом божеств (божественними).
Тенно є божественним в тому сенсі, що є Камі (Arahitogami), прямим нащадком богині сонця Аматерасу.
Навіть китайський імператор був у кожному конкретному випадку як живий бог («Син Неба»). Однак, це зокрема, про першого імператора Китаю Цинь Ши Хуан, який згадується в багатьох писаннях в статусі бога-царя (Хуанді;huangdi).
Як за посередництво між людьми і божествами, в сакральних царів зараховували також за особливу мудрість (наприклад, Соломон) або за тлумачення снів.
Більшість монотеїстичних релігій, таких як юдаїзм, християнство або іслам відкидає бога-короля. Сьогодні не відомі культури, в яких практикують визнання бога-короля.

### Приклади Богів-королів
- Фараон
- Імператорський культ
- Каган (Ашина)
- Мікадо
- Королівство Люба

Сакральна монархія була поширена в середні віки, розглядаючи встановлення царів по милості бога:
- Чудо Капетингів
- Королівський дотик, надприродні здібності пов'язані з королями Англії та Франції
- Угорська династія Арпадів

## Дослідження
Вивчення поняття було введено сером Джеймсом Джорджем Фрезером в його впливовій книгзі Золота гілка (1890—1915); сакральні царства відіграють важливу роль в романтизмі і езотерика (наприклад, Юліус Евола) і деяких течіях Неоязичництва (теодізм). Школа панвавілонізму (походить з більшої частини релігії описаною в Біблії на івриті з культів сакрального царства в стародавній Вавилонії).
Так звані британські і скандинавські культ-історичні школи стверджували, що король персоніфікований бог, і стояв в центрі національної або племінної релігії. Англійські «міфу і ритуалу школи» (?) зосередилися на антропології та фольклорі, в той час як скандинавські «Упсала школи» (?), підкреслювали Семітологічні (Semitological) дослідження.